# Estadio Elías Figueroa Brander
Het Estadio Elías Figueroa Brander de Valparaíso is een voetbalstadion in Valparaíso, dat plaats biedt aan 20.575 toeschouwers. De bespeler van het stadion is CD Santiago Wanderers. Het stadion werd geopend in 1931. In 2012 werd het stadion vernoemd naar oud-voetballer Elías Figueroa. In 2015 werd het stadion uitgekozen als een van de negen stadions op de Copa América.

## Interlands
| № | Datum           | Wedstrijd             | Uitslag | Competitie        | Toeschouwers |
| - | --------------- | --------------------- | ------- | ----------------- | ------------ |
| 1 | 5 juni 2014     | Chili – Noord-Ierland | 2 – 0   | Vriendschappelijk | 20.000       |
| 2 | 11 oktober 2014 | Chili – Peru          | 3 – 0   | Vriendschappelijk | ?            |
| 3 | 16 juni 2015    | Ecuador – Bolivia     | 2 – 3   | Copa América 2015 | 5.982        |
| 4 | 19 juni 2015    | Peru – Venezuela      | 1 – 0   | Copa América 2015 | 15.542       |

Estadio Regional de Antofagasta (Antofagasta) · Estadio La Portada (La Serena) · Estadio Sausalito (Viña del Mar) · Estadio Elías Figueroa Brander (Valparaíso) · Estadio Nacional (Santiago) · Estadio Monumental David Arellano (Santiago) · Estadio El Teniente (Rancagua) · Estadio Municipal de Concepción (Concepción) · Estadio Municipal Germán Becker (Temuco)